# Quishuaca
Quishuaca es un despoblado peruano ubicado en el distrito de Huancapón, perteneciente a la provincia de Cajatambo del departamento de Lima, al centro oeste del Perú. 

## Ubicación
Quishuaca se ubica al norte de la provincia de Cajatambo, en el distrito de Huancapón, en el departamento de Lima.

## Demografía
En 2017 Quishuaca no tuvo a ningún habitante empadronado, y tenía 3 viviendas.
| 0                               | 0 |
| (Fuente: Población 1993 y 2017) |   |